# Heterocerus parallelus
Heterocerus parallelus là một loài bọ cánh cứng trong họ Heteroceridae. Loài này được Gebler miêu tả khoa học đầu tiên năm 1830.